# Nemyrynzi (Berdytschiw)
Nemyrynzi (ukrainisch Немиринці; russisch Немиринцы Nemirinzy) ist ein Dorf im Südosten der ukrainischen Oblast Schytomyr mit etwa 770 Einwohnern (2004).
Die 1556 erstmals erwähnte Ortschaft liegt am Flüsschen Hobtschyzja (Гобчиця), das ehemalige Rajonzentrum Ruschyn liegt 29 km nordöstlich und das Oblastzentrum Schytomyr etwa 100 km nordwestlich vom Dorf.
Am 12. Juni 2020 wurde das Dorf ein Teil der neugegründeten Siedlungsgemeinde Ruschyn, bis dahin bildete es zusammen mit den Selene (Зелене) die gleichnamige Landratsgemeinde Nemyrynzi (Немиринецька сільська рада/Nemyrynezka silska rada) im Südwesten des Rajons Ruschyn.
Am 17. Juli 2020 kam es im Zuge einer großen Rajonsreform zum Anschluss des Rajonsgebietes an den Rajon Berdytschiw.

## Persönlichkeiten
- Chrystofor Baranowskyj (1874–1941), ukrainischer Genossenschaftler, Politiker und Finanzminister der Ukrainischen Volksrepublik kam im Dorf zur Welt.